# Ренді їде наодинці
"Ренді їде наодинці" (англ. Randy Rides Alone) — докодексовий вестерн 1934 року режисера Гаррі Л. Фрейзера та продюсера Пола Малверна. У головних ролях зіграли Джон Вейн, Якіма Канутт та Джордж Гейес. Фільм знятий студією Lone Star Productions та випущений Monogram Pictures.

## Сюжет
Ренді Баверс приїжджає в місто, та заходить в місцевий салун, де знаходить відвідувачів та бармена застреленими, а також записку від вбивці. Приїжджає шериф з помічниками, які звинувачують Ренді у бійні, що була вчинена у салуні. Німой Метт, помічник шерифа, використовуює той самий почерк, що й у записці від вбивці.
За допомогою Саллі Роджерс, племінниці загиблого власника бару, Ренді тікає від шерифа. Зрештою Німого Метта викривають як справжнього вбивцю, та він гине.
Наприкінці, Ренді та Саллі одружилися й живуть довго та щасливо.

## У ролях
- Джон Вейн — Ренді Баверс
- Альберта Вон — Саллі Роджерс
- Джордж Гейес — Німий Метт
- Якіма Канутт — Спайк
- Ерл Двайр — шериф
- Арті Ортего — заступник Ал

## Зовнішні посилання
- Відео на YouTube
- Ренді їде наодинці на сайті IMDb (англ.)
- Ренді їде наодинці на сайті AllMovie (англ.)
- Ренді їде наодинці на TCM Movie Database (англ.)
- Ренді їде наодинці на сайті American Film Institute Catalog[en] (англ.)
- Ренді їде наодинці доступний для вільного завантаження з Інтернет-архіву [більше] (англ.)